# Nick Charles
Nicholas Charles Nickeas, auch Nick Charles (* 30. Juni 1946 in Chicago, Illinois; † 25. Juni 2011 in Santa Fe, New Mexico) war ein US-amerikanischer Journalist und Sportmoderator, dessen große Leidenschaft das Boxen war.

## Leben
Nick Charles’ Mutter kam aus Sizilien und sein Vater aus Griechenland. Charles begann seine Karriere bei lokalen Fernsehstationen, wie WICS in Springfield, wo auch Fred Hickman, sein späterer Co-Anchor bei CNN, seine Karriere begann. Später war er bei WTOP Radio und WRC-TV in Washington, D.C. als Sportdirektor. Bei WJZ-TV in Baltimore, Maryland, gewann er eine AP-Auszeichnung für investigativen Journalismus.
Charles war eine der ersten Personen bei CNN auf Sendung im Jahre 1980 und der erste Sportanchor dort. Er erhielt dort drei CableACE Awards für das beste Sportprogramm. Bei CNN war er bis zum Jahre 2001 im Einsatz, u. a. bei CNN Sports Tonight mit Fred Hickman und später mit seiner eigenen Sendung Page One with Nick Charles. Er war bei den Goodwill Games für Turner Broadcasting 1986 in Moskau, 1990 in Seattle, 1994 in Sankt Petersburg und für die Boxkämpfe der Goodwill Games in New York City 1998.
2001 war er beim Sender Showtime in ShoBox: The New Generation zu sehen. Als Boxkommentator interviewte er zahlreiche Boxgrößen, darunter Muhammad Ali und Mike Tyson. Er war auch beim Sportsender Versus TV zu sehen. Charles gewann den Boxing Writer's Association 2007 Broadcaster award. 2008 gewann er den Sam Taub Award.
2009 wurde bei ihm metastasierender Blasenkrebs diagnostiziert. In der Zwischenzeit kam er Anfang 2010 noch einmal auf den Bildschirm zurück, bevor sich sein Gesundheitszustand wieder verschlechterte. Das letzte Mal war er bei HBOs Boxing After Dark im März 2011 zu sehen. Er zeichnete zahlreiche Videobotschaften während seiner Krankheit für seine Familie für die Zeit nach seinem Tod auf und war wenige Tage vor seinem Tod, am 19. Juni 2011 nochmals bei CNNs Sanjay Gupta MD zu sehen. Charles starb am 25. Juni 2011.
Charles wurde für viele Jahre in Folge als der „sexiest sportscaster“ der USA von der U.S. Television Fan Association gewählt.